# Banca d'Italia
Banca d'Italia er Italiens centralbank. 
Banken blev dannet i 1893 gennem en fusion af fire større banker. Året fik banken ret til at udstede penge i Italiens provinser. Gradvist voksede bankens opgaver til også at omfatte penge- og kreditpolitik. I 1926 fik banken monopol på udstedelse af penge. 
Siden 1998 har den været medlem af Det Europæiske System af Centralbanker og eurosamarbejdet. Banken har således både indflydelse på pengepolitikken og den økonomiske politik i Italien og EU. Hovedmålet for banken er, som i EU i øvrigt, at holde en stabil inflation på ca. 2 procent.
Banca d'Italia råder over en guldreserve på 2.451,8 ton (2006).
Siden oktober 2009 har Mario Draghi været centralbankens direktør. 